# 詹大南
詹大南（1915年4月18日—2020年11月21日），中国人民解放军将领、中国人民解放军开国少将。曾任中国人民志愿军27军副军长、中国人民解放军28军军长、兰州军区副司令员、南京军区副司令员。1955年，授予中国人民解放军少将。